# Doriopsilla carneola
Doriopsilla carneola is een slakkensoort uit de familie van de Dendrodorididae. De wetenschappelijke naam van de soort is voor het eerst geldig gepubliceerd in 1864 door Angas.